# 山形県産業科学館
山形県産業科学館（やまがたけんさんぎょうかがくかん）は、山形県山形市城南町一丁目にある博物館。科学と山形県内の産業を主なテーマとする。
山形駅の近くに建つ複合型高層ビルの霞城セントラル低層棟に設置されている。

## 沿革
- 2001年1月1日 - 開館[2]。
- 2002年12月21日 - 入館者100万人達成[3]。
- 2005年9月19日 - 入館者200万人達成[3]。
- 2006年4月1日 - 指定管理者制度を導入。山形県中小企業団体中央会による運営を開始する[4]。
- 2007年6月10日 - 3階フロア全面リニューアル[3]。
- 2009年10月11日 - 入館者300万人達成[3]。
- 2010年7月21日 - 2階フロア全面リニューアル[5]。
- 2011年 - 東日本大震災により臨時休館し、4月6日から再開[5]。
- 2012年5月12日 - 入館者400万人達成[5]
- 2016年1月10日 - 入館者500万人達成[6]。

## 施設

### 2階 暮らし・産業と環境
- 地球環境を考えよう！

デジタル地球儀「触れる地球」、環境クイズなど。
- 川を守ろう！森を育てよう！

最上川のジオラマ展示。
- 自然の音に耳をすまそう！
- 灯の進歩をたどってみよう！

「ろうそく」から「有機EL」までの歴史の紹介。
- 発電しよう！比べてみよう！

手回し発電体験装置
- 新エネルギーを体感しよう！
- ボールサーカス

いろいろな形をしたレールの上を転がるボールの動きを観察することができる力学実験モニュメント。
- フリースペース

慶應義塾大学先端生命科学研究所の紹介。山形鋳物の紹介。

### 3階 山形県の工業
- 世界に広がる山形の技術

山形県内の企業による産業出展スペース。
- 自動車のメカニズム
- 秋水の模型[注釈 2]

### 4階 科学の広場
- たんけん科学ランド

体験しながら科学の基礎を学べるスペース。「山形城の石垣つくろう！」では「てこ」や「輪軸」を使って石材を運ぶことで力学の原理を学ぶことができる。
- 発明工房

実験や工作などを行うワークスペース。

### その他
- 産業タイムトンネル

建物4階から1階まで吹き抜けの円形ホール（ロタンダ）があり、各階を結ぶ螺旋状スロープのエリア。江戸時代から現代までの山形県の産業発達の概要をパネルで紹介している。
- フーコーの振り子

建物4階から1階まで吹き抜けの円形ホール（ロタンダ）に設置されている。長さ20m（鋼鉄線）、重さ32kg（金属球）で構成。北緯38度に位置しているので、1時間に約9度、1日に216度回転する。1時間に約9度回転すると装置周囲のベルが一斉に鳴って、「故郷」と「エーデルワイス」を演奏する。

## 整備方針
- 環境に関する様々な課題や、環境と暮らしや産業の関わりについて理解し、その保全・活用に向けた産業、科学の取り組みの方向性を学習する[7]。
- 山形県内有力企業が国内や世界に誇る技術の展示を行う。また、本県工業の歴史をパネルにて紹介しながら「工業県山形」の理解を図る[7]。
- 楽しみながら科学原理や先端技術を体験できる多様な装置の導入を図るとともに、「発明工房」では、身近な材料を使って体験学習が可能なイベントを開催する[7]。

## 利用
- 休館日

原則、毎週月曜日。年末年始。
- 入館料

無料